# Graptodytes bilineatus
Graptodytes bilineatus là một loài bọ cánh cứng trong họ Bọ nước. Loài này được Sturm miêu tả khoa học năm 1835.